# Elaine Chao
Elaine Lan Chao (Taipei, 26 de março de 1953) é uma política estadunidense, que serviu como Secretária dos Transportes de seu país de 2017 a 2021. Chao é filiada ao Partido Republicano.
Nascida na República da China, Chao é a primeira cidadã ásio-americana e sino-americana a integrar um gabinete presidencial estadunidense. Entre 2001 e 2009, serviu como Secretária do Trabalho do gabinete de George W. Bush, após integrar o Departamento dos Transportes durante a presidência de George H. W. Bush entre 1989 e 1991.
Em 29 de novembro de 2016, o então Presidente-eleito Donald Trump nomeou Chao ao Departamento de Transportes. Em 31 de janeiro de 2017, sua nomeação ao cargo foi confirmada pelo Senado por 93 votos a favor e 6 votos contrários.
Chao é esposa do Senador Mitch McConnell, de Kentucky, que ocupa a Liderança Republicana do Senado desde 3 de janeiro de 2007.

## Biografia
Chao nasceu em Taipei, Taiwan, em 26 de março de 1953; mais velha das seis filhas da historiadora Ruth Mulan Chu Chao e de James Chao, que iniciou sua carreira na marinha mercante e, posteriormente, fundou uma companhia de navegação sediada em Nova Iorque. Naturais de Xangai, os pais de Chao mudaram-se para Taipei após a tomada de poder pelo Partido Comunista na sequência da Guerra Civil Chinesa em 1949. Chao mudou-se para os Estados Unidos aos 8 anos de idade, em 1961, juntamente com a mãe e duas de suas irmãs; seu pai já havia mudado-se para o país anos antes.
Durante o ensino primário, Chao frequentou a Escola Elementar Tsai Hsing em Taipei. Após sua mudança para os Estados Unidos, Chao transferiu-se para a Syosset High School, em Syosset, Long Island. Aos 19 anos de idade, Chao foi naturalizada como cidadã estadunidense.
Em 1975, Chao bacharelou-se em Economia pelo Mount Holyoke College, situado em South Hadley, Massachusetts. Durante seu período universitário, Chao trabalhou para o Departamento de Admissões, o Departamento de Economia, editou o anuário, integrou o time universitário de hockey e participou do clube de equitação da universidade. No primeiro semestre como caloura da universidade, Chao tornou-se co-editora do anuário. Em seu segundo período, foi transferida para a Dartmouth College, onde cursou Finanças.
Em 1979, Chao concluiu seu MBA pela Harvard Business School, tendo sido anteriormente a primeira mulher eleita representante de classe na instituição. Chao também integrou o clube financeiro e o clube de transportes da universidade.

## Carreira política

### Secretária do Trabalho (2001-2009)

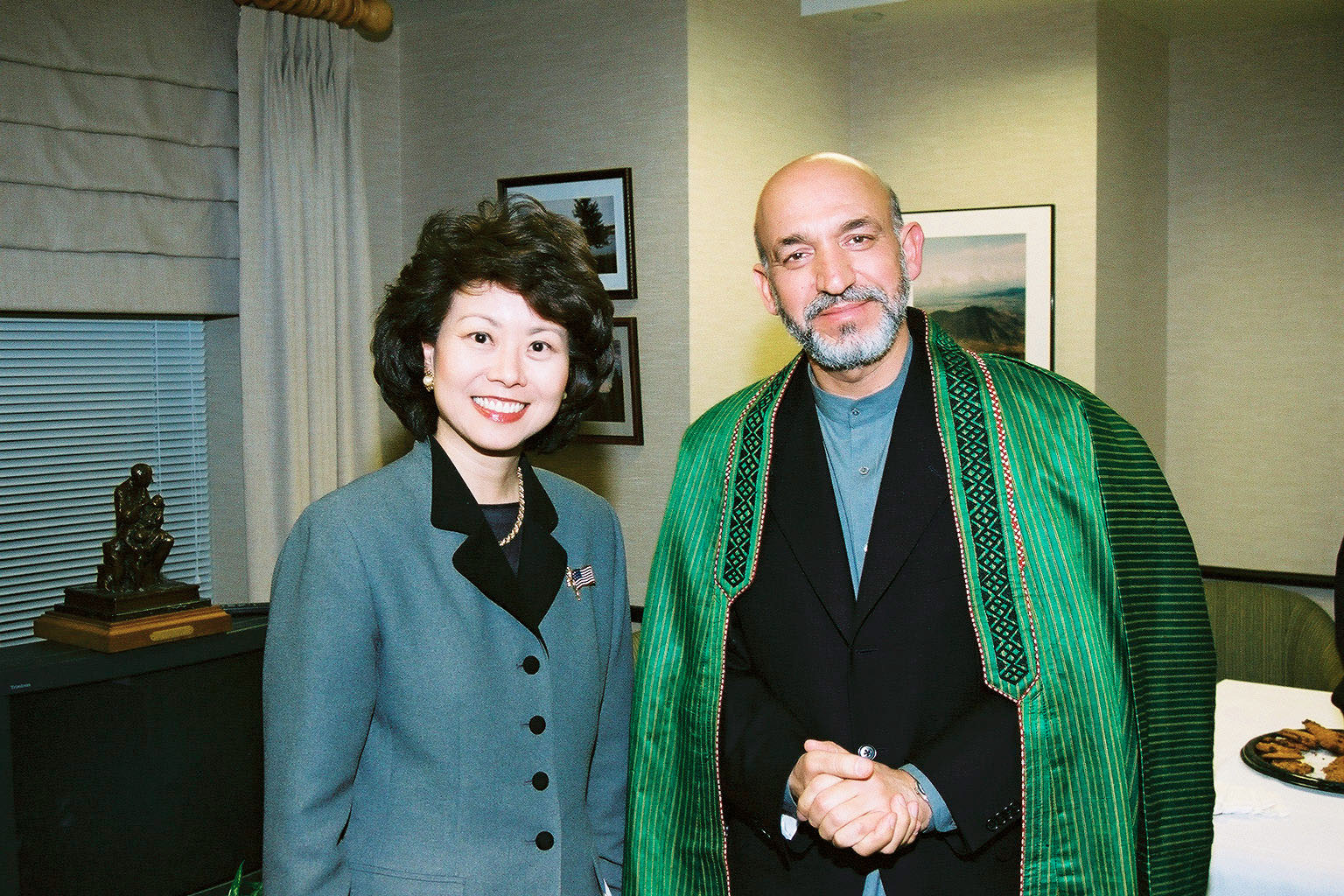
Chao e o presidente afegão Hamid Karzai durante lançamento dos programas de assistência para reconstrução do Afeganistão.

Chao foi o único membro do gabinete presidencial de George W. Bush a servir durante os dois mandatos completos. Foi também a pessoa que permaneceu por mais tempo à frente do Departamento do Trabalho desde Frances Perkins, que liderou-o de 1933 a 1945 durante o governo de Franklin D. Roosevelt.
De acordo com estatísticas da Administração de Segurança e Saúde Ocupacional, em 2007 - após seis anos desde a posse de Chao - a fatalidade em locais de trabalho havia caído 14% desde 2001. Sob sua liderança, o Departamento do Trabalho empreendeu uma série de reformas legislativas visando "proteger a saúde, segurança, remuneração e aposentadoria segura" dos trabalhadores estadunidenses ao "recuperar os níveis de remuneração e planos de aposentadoria". Chao também foi responsável por reestruturar os programas do departamento e modernizar algumas regulamentações. Ao longo de seu mandato, o Departamento do Trabalho reduziu seu orçamento de 11,7 bilhões para 11,6 bilhões de dólares, tornando-se o primeiro departamento executivo estadunidense taxado como "verde" pelo Escritório de Administração e Orçamento.

## Vida pessoal

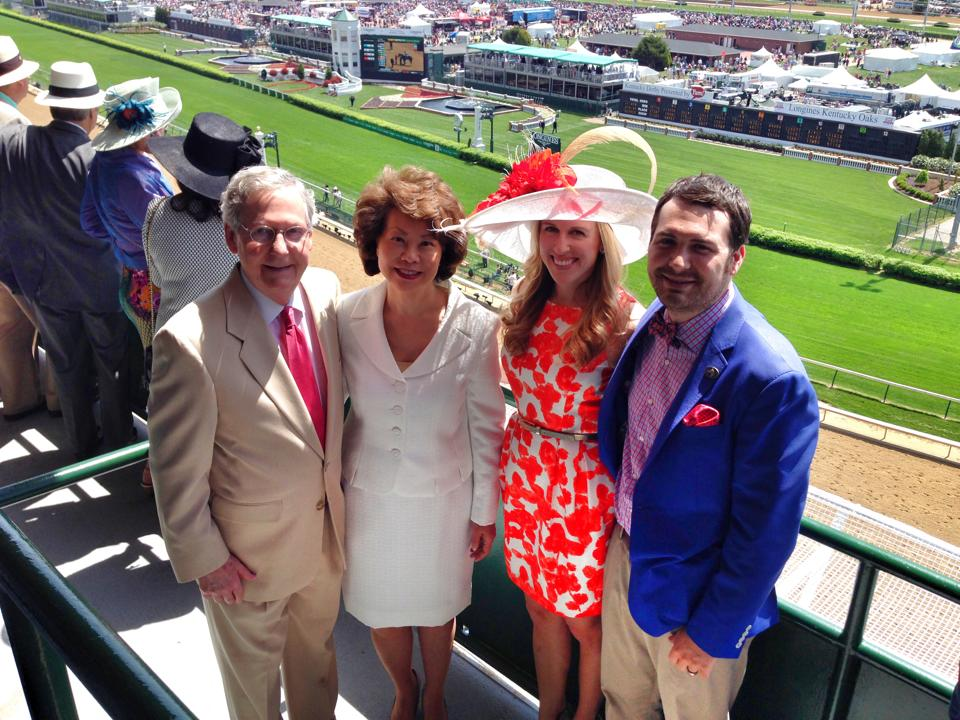
Elaine Chao e Mitch McConnell acompanhados do estrategista republicano Vincent Harris, em 2013.

Em 1993, Chao casou-se com Mitch McConnell, Senador do Kentucky e eventual Líder da Maioria do Senado. Ambos se conheceram através de Stuart Bloch e sua esposa Julia Chang Bloch, então embaixadora dos Estados Unidos no Nepal. Bloch, que tornou-se a primeira ásio-americana a chefiar uma missão diplomática estadunidense, descreveu Chao como "uma tigresa" em referência à sua postura educadora.

### Campanha de McConnell
Nos dois anos anteriores às eleições ao Senado de 2014, Chao "compareceu a cinquenta eventos próprios e uma centena de eventos em nome de seu marido", tendo sido considerada "uma força motora para sua campanha de reeleição" e uma vitória factual contra as alegações de Alison Lundergan Grimes de que McConnell seria contrário ao empoderamento feminino. Após sua vitória eleitoral, McConnell afirmou: "o maior tino que tenho é, de longe, a única mulher do Kentucky que serviu num gabinete presidencial, minha esposa, Elaine Chao."